# К Цецилию
«К Цецилию» — условное название стихотворения римского поэта Гая Валерия Катулла, включённого в состав посмертного сборника («Книги Катулла Веронского») под номером 35 и написанного, предположительно, в 56 году до н. э. или немного позже — сразу после возвращения автора из Вифинии. Здесь Катулл обращается к своему другу Цецилию (поэту из Нового Кома, который не упоминается в других источниках) с просьбой оставить подругу и приехать в Верону, к нему в гости.
Существует версия, что Цецилий — это поэт Тицида.